# 赫爾馬久鄉
46°16′N 22°35′E / 46.267°N 22.583°E
赫爾馬久鄉（羅馬尼亞語：Comuna Hălmagiu, Arad），是羅馬尼亞的鄉份，位於該國西部，由阿拉德縣負責管轄，面積84平方公里，海拔高度254米，2011年人口2,852，人口密度每平方公里34人。